# Heinrich David von Cleß
Heinrich David von Cleß (* 8. Oktober 1741 in Stuttgart; † 5. März 1820) war ein deutscher lutherischer Theologe und Landtagsabgeordneter.

## Leben
Von Cleß erlangte 1761 den Magister-Titel. 1764 wurde er Sous-Gouverneur bei den württembergischen Prinzen, 1767 Repetent und 1773 bzw. 1775 (außer)ordentlicher Professor am Gymnasium in Stuttgart. Außerdem war er von 1777 bis 1794 Religionslehrer an der Hohen Karlsschule in Stuttgart. Im Jahr 1792 wurde er Mittwochsprediger an der Stiftskirche in Stuttgart, 1795 dann Rat und Abt im Kloster Blaubeuren. Von 1800 bis 1804 gehörte er dem engeren Landschaftsausschuss an.

## Veröffentlichungen
- Meletemata philosophica de existentia entis infiniti e consideratione existensis materiae declaranda, Tübingen, Univ., Diss., 1761
- Natalem XLIX Serenissimi Ducis Ac Domini, Domini Caroli, Wirtembergiæ Et Tecciæ Ducis, Comitis Montisbelgardi, Dynastæ Heidenhemii, Justingæ Rel. Aurei Velleris Equitis, Circuli Suevici Generalis Campi Mareschalli Rel. Rel. Patriæ Patris Clementissimi, Anniversaria Oratione In Gymnasio Stuttgardiano Die XII. Februarii MDCCLXXVI. Cotta, Stuttgart 1776 doi:10.20345/digitue.15172.
- Annua Virtembergiæ Sacra, Natalem Serenissimi Ac Potentissimi Ducis Atque Domini, Caroli, Wirtembergiæ Et Tecciæ Ducis, Comitis Montisbeligardi, Dynastæ Heidenhemii, Justingæ Rel. Rel. Patriæ Patris Clementissimi, Anni Sexti Et Quinquagesimi Auspicalem, Oratione Atque Votis Sollemnibus In Illustri Gymnasio Stutgardiano Iv. Id. Febr. A. MDCCLXXXIII. Cotta, Stuttgart 1783 doi:10.20345/digitue.15178.
- Annua Wirtembergiae Sacra Diem Natalem Serenissimi Ducis Et Domini, Caroli, Ducis Wirtembergiae Et Tecciae Comitis Montisbelicardensis, Comitis Et Dynastae Limpurgo-Gaildorfensis, Sonthemio-Smidelfeldensis, Nec Non Sonthemii Superioris, Dynastae Heidenheimiensis &c. Ducis Atque Domini Clementissimi, In Illustri Gymnasio Stutgardiano Solemni Oratione Celebrandum Indicit, Et, Quam Vim Ad Religionis Reverentiam Habeat Antiquiorum Literarum Scientia? Cotta, Stuttgart 1791 (Digitalisat).
- Gedanken eines Wirtembergischen Laien über die Abstellung der Feiertags- und Wochenpredigten im Wirtembergischen, o. O. 1798 (Digitalisat).